# Vladimír Sukaný
Vladimír Sukaný (16. října 1914 Šanov – 1993 Londýn) byl český palubní střelec, radiotelegrafista a navigátor 311. československé bombardovací perutě.

## Život

### Před druhou světovou válkou
Vladimír Sukaný se narodil 16. října 1914 v Šanově v Bílých Karpatech v rolnické rodině Františka Sukaného a Emilie, rozené Prchlíkové. Během dětství přišel díky tuberkulóze o oba rodiče a dva sourozence. Vychovával jej starší bratr poštmistr Jaroslav Sukaný. V Piešťanech se vyučil cukrářem, poté pracoval v Bratislavě.

### Druhá světová válka
Po rozpadu Československa přestal Vladimír Sukaný pracovat v Bratislavě a přesunul se do Brna, kde pokračoval v provozování své profese. V březnu 1940 opustil za pomoci švagra svého bratra Jaroslava Františka Frajta ilegálně Protektorát Čechy a Morava a přes Slovensko se dostal do Francie. Zde byl 27. dubna téhož roku prezentován u zde vznikající Československé armády v zahraničí a zařazen do štábní roty náhradního tělesa. Po pádu Francie v červnu 1940 se evakuoval do Spojeného království, kam dorazil 7. července. Zde byl zařazen do pěšího praporu 1 Československé armády v zahraničí, na vlastní žádost byl 3. června 1941 přijat do Royal Air Force. Po výcviku na palubního střelce, radiotelegrafistu a navigátora byl 26. července 1943 zařazen do operační služby u 311. československé bombardovací perutě. Jako její příslušník se účastnil protiponorkových a protilodních hlídkových letů nad oceánem a to až do konce druhé světové války. Dosáhl hodnosti rotného.

### Po druhé světové válce
Do Československa se Vladimír Sukaný vrátil 14. srpna 1945. Měl v plánu podnikat ve vlastní cukrářské firmě, ale politické poměry v zemi nebyly jeho plánům nakloněny. Na začátku roku 1948 odešel opět do Spojeného království, mj. žil v Royal Leamington Spa. Zemřel v Londýně v roce 1993

## Ocenění

### Vyznamenání
- 1944 a 1946 Československá medaile Za chrabrost před nepřítelem
- 1945 Hvězda 1939–1945
- 1945 a 2x 1946 Československý válečný kříž 1939
- 1946 Československá medaile za zásluhy I. stupně

### Posmrtná ocenění
- Vladimír Sukaný byl v roce 1995 in memoriam povýšen do hodnosti podplukovníka